# تعرفه انتخاباتی

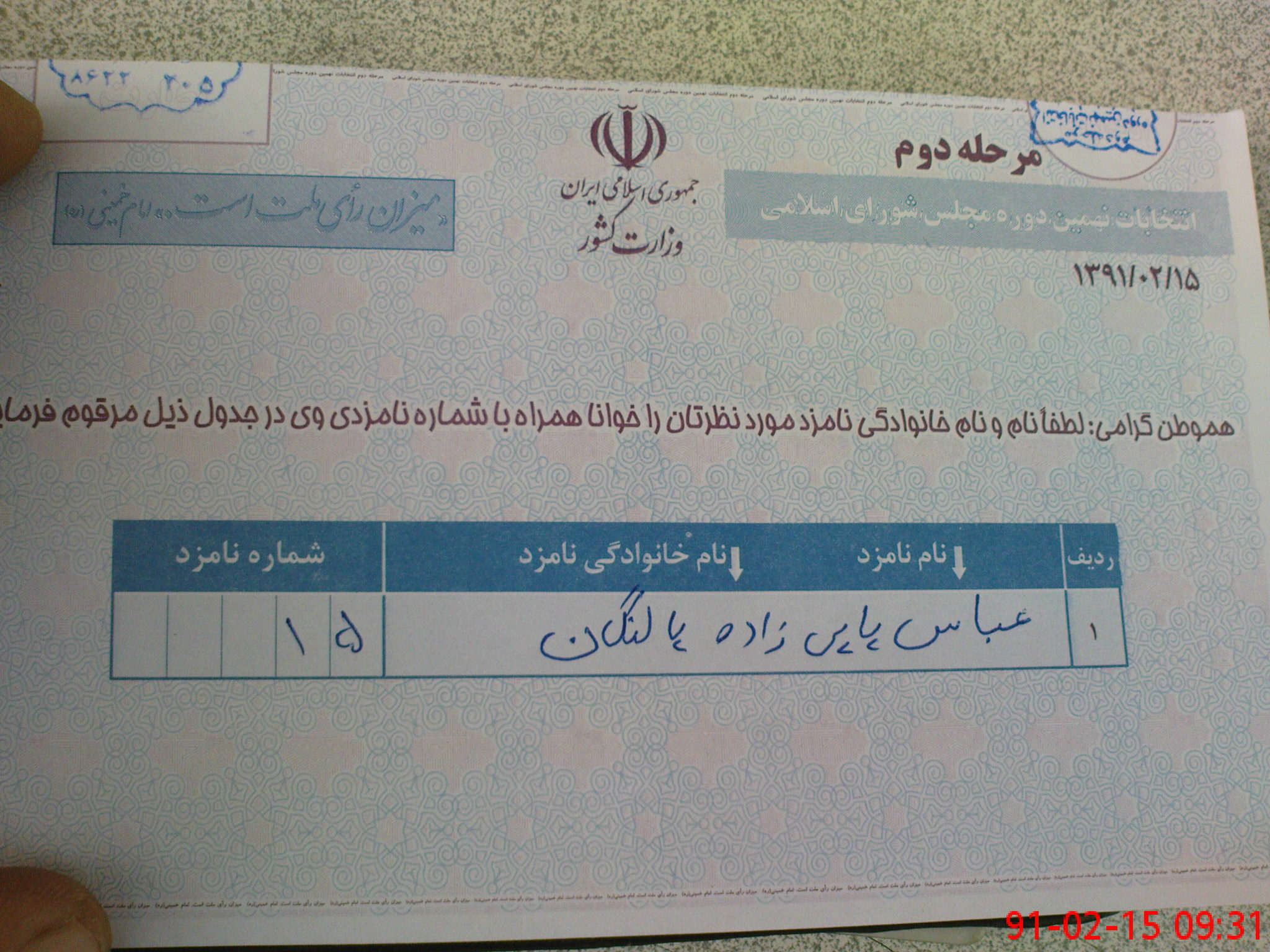
برگه انتخاباتی دور دوم

برگه انتخاباتی یا تعرفه انتخاباتی برگه ای است که مردم نام نامزد مورد نظر خود را در انتخابات‌های مختلف درون آن می‌نویسند و در صندوق اخذ رای می‌اندازند.